# Maria Elisabetha Lämmerhirt
Maria Elisabetha Lämmerhirt (Erfurt, 24 de fevereiro de 1644 – Eisenach, 1 de maio de 1694) foi esposa do músico alemão Johann Ambrosius Bach, com quem teve oito filhos, entre os quais Johann Sebastian Bach.
Maria Elisabetha era filha de um conselheiro municipal de Erfurt, Valentin Lämmerhirt († 1665). Sua meia-irmã Hedwig Lämmerhirt foi a segunda esposa de Johannes Bach (1604-1673), músico municipal e organista de Erfurt. Johannes Bach era tio-avô de seu esposo Johann Ambrosius.